# Saley Boubé Bali
Pour les articles homonymes, voir Bali (homonymie).
Saley Boubé Bali, né en 1963 à Zonkoto Banda, est un écrivain, journaliste et chercheur en littérature nigérien.

## Biographie
Saley Boubé Bali est issu d'une famille paysanne du centre-ouest du Niger. Il naît à Zonkoto Banda, une localité rurale de la commune de Loga. Il obtient un doctorat en sciences littéraires, spécialisé en tradition orale féminine. Il est chercheur à l'université Abdou-Moumouni de Niamey et prend la direction de l'Institut de littérature, d'art et de communication de l'université de Zinder.
Bali devient journaliste. Il fonde et édite le magazine géopolitique Notre Cause, l’Afrique. Il est par ailleurs l'auteur de plusieurs romans en français : dans son roman Sargadji l’indomptable, publié en 2013, il s'intéresse à la résistance du village de Sargadji (de) à la colonisation française. Il participe aux Jeux de la Francophonie de 2005 et aux Jeux de la Communauté des États sahélo-sahariens de 2010, qui se tiennent tous deux à Niamey. En 2008, il reçoit le Prix de poésie à l'occasion des 50 ans de la fondation de la République du Niger.

## Publications
- « L’enfer – Les fleurs », dans Ecriture : littératures du Niger, Lausanne (no 42), 1993, pp. 153–155.
- Hawad et la poésie de l’errance (Ecriture), Lausanne (no 42 : Littératures du Niger), 1993, pp. 171-179.
- KoKowa. La lutte traditionnelle au Niger, Saint-Maur-des-Fossés, Sepia, 2005, 118 p. (ISBN 2-84280-102-4).
- Tébonsé, ou le destin d’un enfant de la rue, Niamey, Afrique Lecture, 2009 (ISBN 978-2-35229-045-2).
- Bandado. La fille aux paupières noires, Niamey, Afrique Lecture, 2010 (ISBN 978-2-35229-043-8).
- Le fils du sage, Niamey, Afrique Lecture, 2010, 150 p. (ISBN 978-2-35229-107-7).
- Sargadji l’indomptable, Champigny-Sur-Marne, Publications Jones & Co, 2013 (ISBN 9782918147138).
- Chanson traditionnelle et droit auteur. Cas des cantatrices Zalay au Niger (Éthiopiques. Revue négro-africaine de littérature et de philosophie) (no 97), 2016, pp. 7-21.
- Gouttes de larmes. Poésie, Paris, Les Impliqués, 2018, 75 p. (ISBN 978-2-343-15888-4).